# Double licence
 (décembre 2017).
Si vous disposez d'ouvrages ou d'articles de référence ou si vous connaissez des sites web de qualité traitant du thème abordé ici, merci de compléter l'article en donnant les références utiles à sa vérifiabilité et en les liant à la section « Notes et références ».
Ne doit pas être confondu avec Double licence (cursus).
Une double licence est une clause de licence qui permet à un utilisateur d'une œuvre protégée par un droit d'auteur d'utiliser l'œuvre en se conformant à l'un de deux ensembles de conditions au choix de l'utilisateur.

## Description
Habituellement, une œuvre est protégée par une licence qui spécifie un seul ensemble de conditions auxquelles un utilisateur doit se conformer pour utiliser l'œuvre. Dans le cas d'une licence double, deux ensembles de conditions sont spécifiés par le tenant du droit d'auteur et un utilisateur peut choisir de se conformer à l'un ou à l'autre des ensembles de conditions pour utiliser l'œuvre.
De telles licences sont particulièrement fréquentes dans le domaine des œuvres libres.
La licence Ruby est un exemple de licence libre contenant une clause explicite de double licence lui conférant une compatibilité avec la licence GPL.